# Yellowstone-Cutthroat-Forelle
Die Yellowstone-Cutthroat-Forelle (Oncorhynchus clarkii bouvieri) ist eine Unterart der Cutthroat-Forelle (Oncorhynchus clarkii), einem Süßwasser-Fisch der Familie der Lachsfische. Die Yellowstone-Cutthroat-Forelle kommt ausschließlich im größeren Yellowstone-Ökosystem vor, mit dem Yellowstone-Nationalpark als Zentrum. Deshalb ist sie dort bei Anglern sehr begehrt. Die Yellowstone-Cutthroat-Forelle bevorzugt einigermaßen klare, kalte Bäche, Flüsse und Seen.

## Merkmale
Von anderen Forellenarten unterscheidet sich die Cutthroat-Forelle durch die markanten orange-roten Schrägstriche auf der Unterseite des Kiefers. Im Gegensatz zu anderen Unterarten der Cutthroat-Forelle fällt die Yellowstone-Cutthroat-Forelle durch die hellbraune bis orange Färbung und durch seine mittelgroßen schwarzen Flecken am Hinterteil des Fisches auf. Sie ist eher dunkler als andere Unterarten.

## Schutz
Die Zahl der Yellowstone-Cutthroat-Forellen hat merklich abgenommen. Gründe sind das Überfischen, das Kreuzen mit ähnlichen Arten, die Einführung von Amerikanischen Seesaiblingen in die Laichplätze der Yellowstone-Cutthroat-Forelle in den 1970er Jahren sowie Krankheiten. 2004 drängten Umweltschützer die zuständige Behörde, den U.S. Fish and Wildlife Service, die Yellowstone-Cutthroat-Forelle auf die Liste der bedrohten Arten zu setzen. Die Behörde lehnte das Gesuch mit der Begründung ab, die nötigen Schritte seien bereits eingeleitet worden, um diese Unterart nachhaltig zu erhalten. So müssen sämtliche Yellowstone-Cutthroat-Forellen, die innerhalb des Yellowstone-Nationalparks gefangen werden, wieder ins Wasser zurückgelassen werden. Außerhalb des Parks gelten verschiedene Richtlinien, angepasst an die jeweiligen Lebensbedingungen des Fisches. Außerdem fängt der National Park Service jedes Jahr Tausende von Seesaiblingen im Yellowstone Lake; 2006 über 60.000 und von 1998 bis 2006 insgesamt 198.000 Tiere. Die Bestände der Yellowstone-Cutthroat-Forellen nehmen trotzdem noch immer ab.
Bis 2014 zeigten die Schutzmaßnahmen deutliche Erfolge. Der führende Wissenschaftler sprach davon, dass die Forelle „die Kurve bekommen“ hätte und die Zahlen nach oben zeigten. Der Bestand des Saiblings geht zurück, während unter den Jungfischen die Zahl der Forellen deutlich steigt.